# 赤沙镇
赤沙镇，是中华人民共和国陕西省宝鸡市陈仓区下辖的一个乡镇级行政单位。

## 行政区划
赤沙镇下辖以下地区：
西一村、太安村、西冯村、西明村、山明村、姬家沟村、东一村、朱家沟村、青川村、硖口村、姚花沟村、放马沟村、三寺村和宁里巴村。